# Slobodan Rajković
Slobodan Rajković - em sérvio, Слободан Рајковић - (Belgrado, 3 de fevereiro de 1989) é um futebolista sérvio que atua como zagueiro. Atualmente, joga pelo MTK Budapest.

## Carreira
Rajkovic fez parte do elenco da Seleção Sérvia de Futebol, em Pequim 2008.

## Títulos
PSV
- Campeonato Holandês: 2007–08

Twente
- Campeonato Holandês: 2009–10